# Dominiques Filles del Santíssim Rosari
La Congregació de Germanes Dominiques Filles del Santíssim Rosari és un institut religiós catòlic femení, de vida apostòlica i de dret pontifici, fundat pel laic italià Bartolo Longo el 1897 a Pompeia. A les religioses d'aquesta congregació se les coneix com a Dominiques de Pompeia i adopten les sigles O.P.

## Història

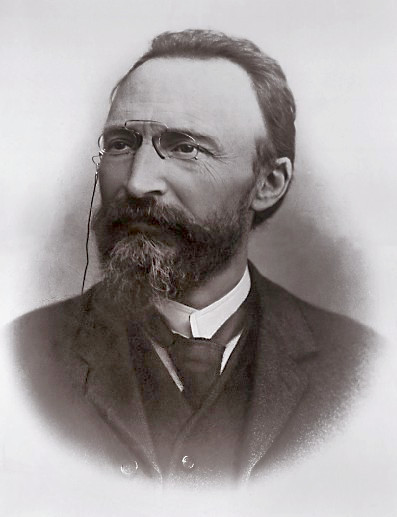
Bartolo Longo (1841-1926), fundador de la congregació, és venerat com beat a l'Església Catòlica.

Els orígens de la congregació es remunten al 1896, quan el cardenal Raffaele Monaco La Valletta, per demanda de Bartolo Longo, envià tres religioses dominiques de Marino a Pompeia per dirigir l'obra femenina que es duia a terme al Santuari de Nostra Senyora del Rosari. Les religioses s'independitzaren de la casa mare de Marino i fou erigida en institut religiós de dret diocesà pel cardenal Camillo Mazzella, el 25 d'agost de 1897. La congregació fou elevada a institut de dret pontifici pel papa Pius XII mitjançant decretum laudis el 2 de juliol de 1951.
Les germanes dominiques es dediquen a l'ensenyament i a la instrucció cristiana dels joves, formen part de la família dominica i empren l'hàbit blanc i vel negre. El 2017 l'institut tenia 278 religioses i 28 comunitats, presents al Camerun, Índia, Indonèsia, Itàlia i Filipines.